# Azem Galica

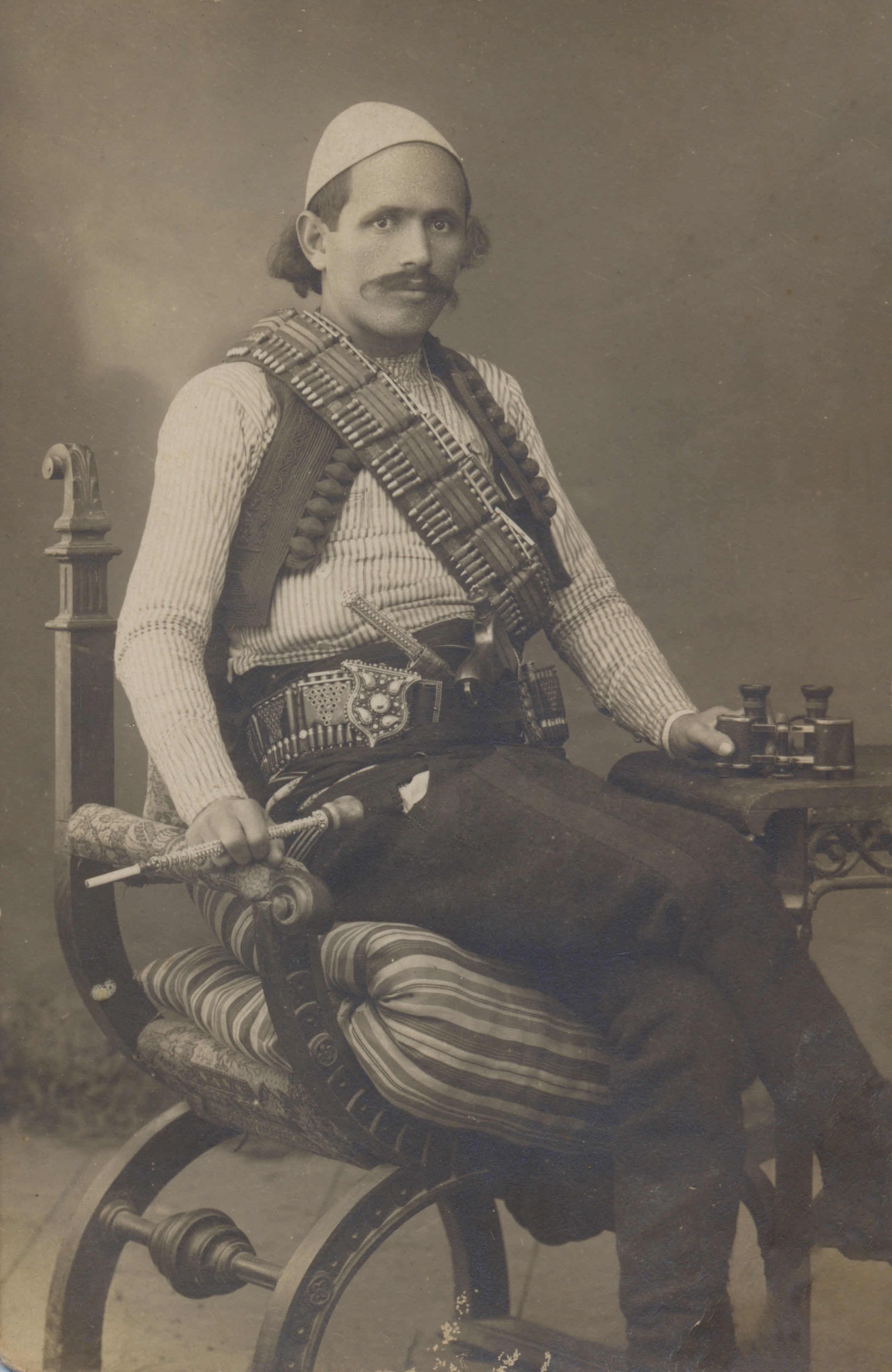
Portret Azema Galicy (lata 20. XX wieku)

Azem Galica, właściwie Azem Bejta (ur. w grudniu 1889 we wsi Galica w centralnej części Kosowa, zm. 15 lipca 1924) – albański działacz narodowy i powstaniec z Kosowa.

## Życiorys
Pochodził z regionu Drenica. Był synem Bejty (Bejtullaha) Galicy, który zginął w czasie powstania antyosmańskiego i Sherify. Azem w 1910 przyłączył się do jednego z oddziałów partyzanckich, walczących przeciwko Turkom na terenie Kosowa. W 1912, kiedy Kosowo zostało przyłączone do Serbii utworzył oddział tzw. kaczaków, prowadzących walkę przeciwko wojsku i policji serbskiej. Po klęsce Serbii w 1915, kiedy terytorium Kosowa zostało podzielone między Bułgarię i Austro-Węgry Galica kontynuował działalność zbrojną na pograniczu dwóch stref okupacyjnych.
W 1918 kiedy Kosowo powróciło pod władzę Serbów, Galica współpracował z Komitetem Kosowskim, grupującym albańskich separatystów, dążących do wyzwolenia Kosowa z rąk serbskich. Po nieudanej próbie wzniecenia powstania w Kosowie w 1919, prowadzi walkę samodzielnie na czele niewielkiego oddziału. W jego oddziale (czecie) walczyła także żona Qerime, bardziej znana jako Shote Galica. Działania oddziału Galicy doprowadziły do utworzenia niewielkiego terytorium w rejonie Juniku, które było całkowicie pod kontrolą separatystów (Arbnia e Vogel). W 1920 sąd w Belgradzie skazał Azema Galicę zaocznie na karę śmierci.
W walce z serbskim oddziałem pacyfikacyjnym w rejonie wsi Mikushnicë Galica został ciężko ranny. Wyniesiony z pola bitwy, zmarł kilka dni później w jaskini, w której ukrywał się jego oddział. Został pochowany w jaskini koło wsi Perqevë w nieoznaczonym miejscu. Dowództwo oddziału przejęła jego żona Shote Galica, ale po śmierci Azema aktywność kaczaków znacząco spadła.
W 1971 grób Galicy odnaleziono i przeniesiono jego szczątki do wsi Galice, gdzie spoczywa do dzisiaj. W 1999 imię Galicy przyjęła 142 brygada Armii Wyzwolenia Kosowa, jest także patronem ulic w Durrësie, Kamzie, Kasharze, Mitrowicy i w tirańskiej dzielnicy Lapraka.